# Sieglanger-Mentlberg

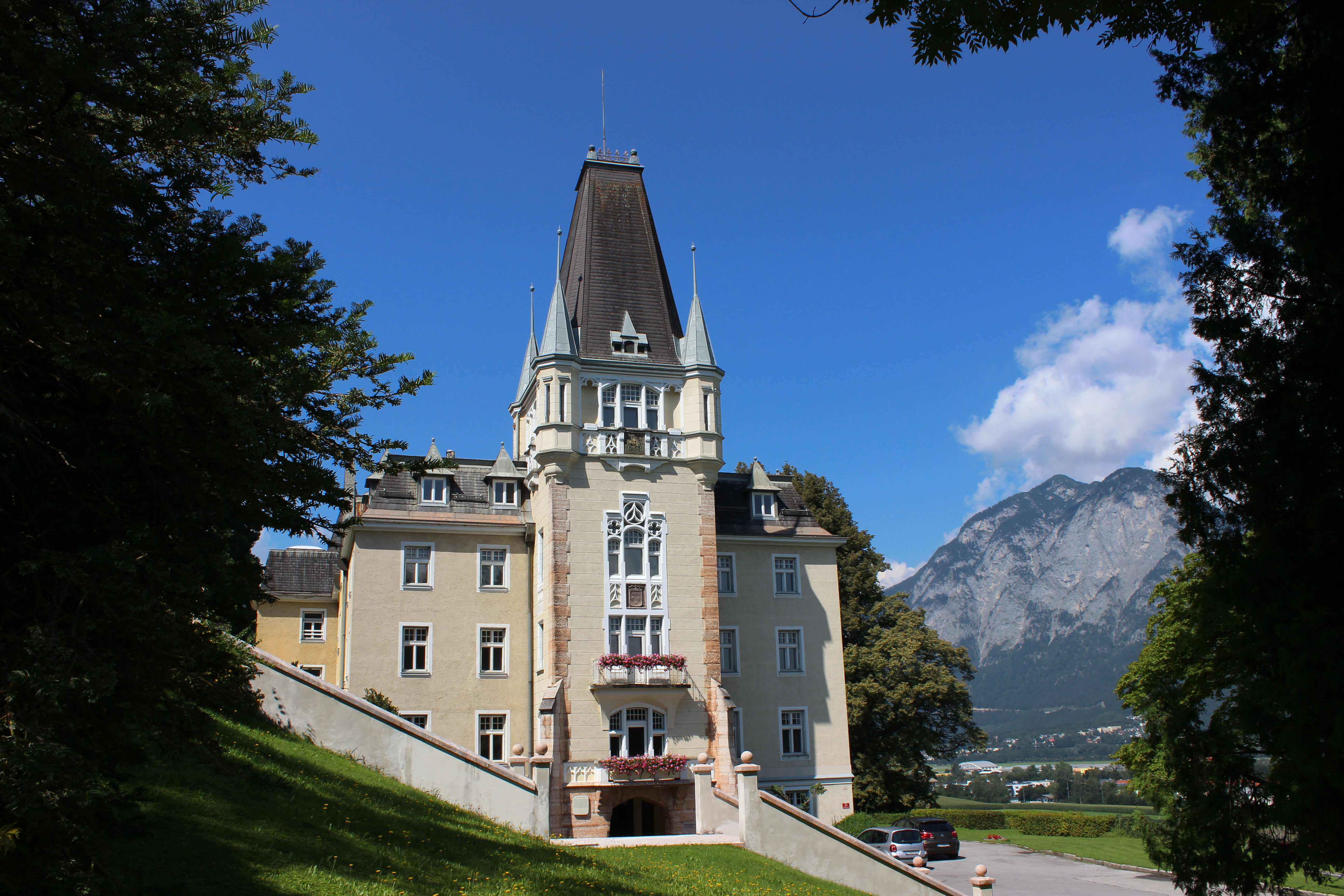
Schloss Mentlberg

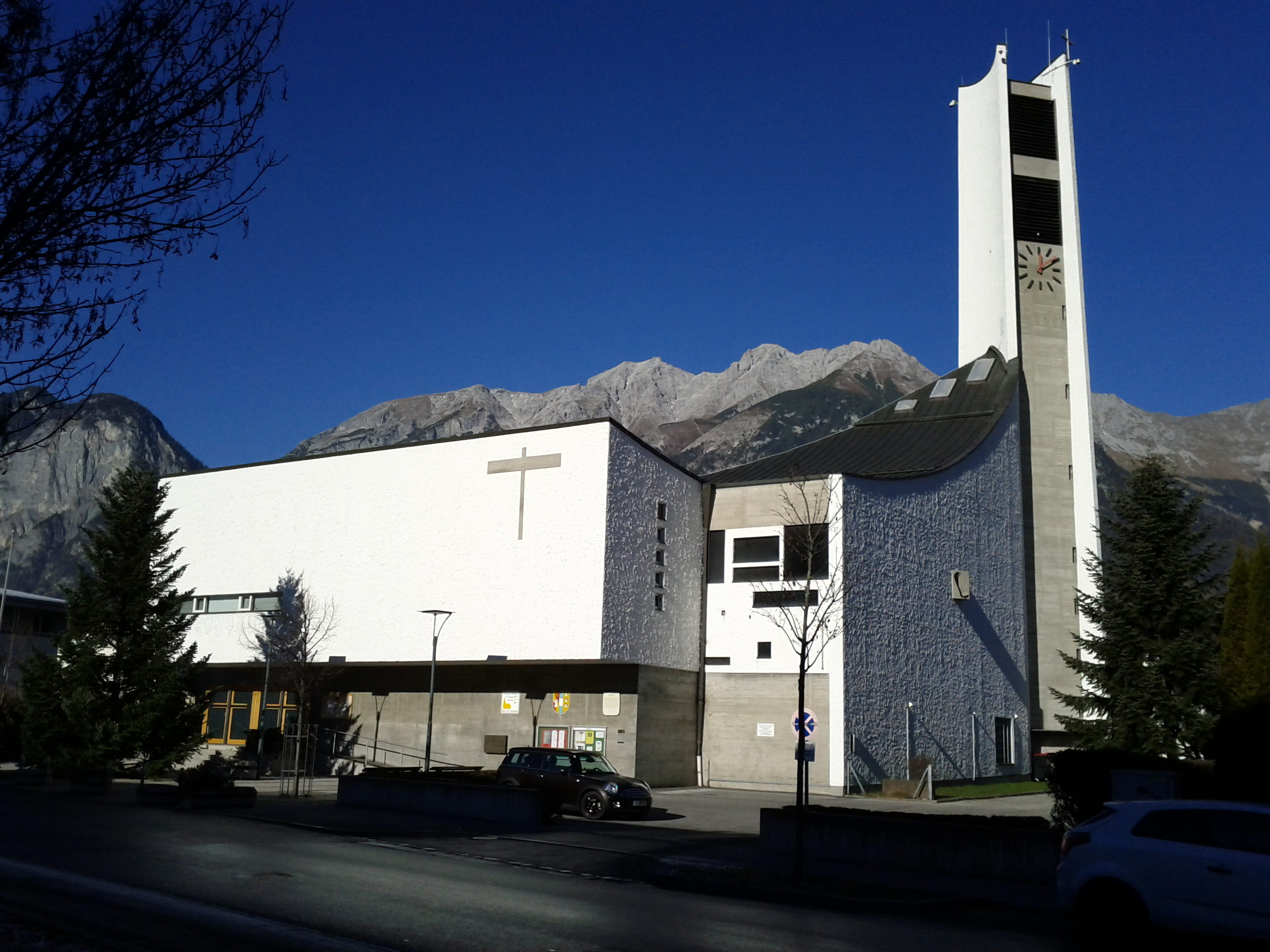
Maria am Gestade

Sieglanger-Mentlberg (auch Sieglanger/Mentlberg) ist ein Stadtteil im Südwesten von Innsbruck.

## Lage und statistische Daten
Sieglanger-Mentlberg ist einer der 20 statistischen Stadtteile von Innsbruck, er gehört zur Katastralgemeinde und Fraktion Wilten. Mentlberg liegt am steilen Abhang des Wiltenbergs, der bis zum Inn reicht, westlich davon liegt der Sieglanger auf einem schmalen, langgestreckten ebenen Gelände zwischen dem Inn und der Inntal Autobahn im Norden und der Arlbergbahn im Süden.
Der Stadtteil grenzt im Osten an den statistischen Stadtteil Wilten, im Norden, durch den Inn getrennt, an die Höttinger Au, im Westen an Völs und im Süden an Natters.
Der Stadtteil besteht aus den beiden statistischen Bezirken (Zählbezirken) Sieglanger (29,1 ha, 1103 Einwohner, 200 Gebäude) und Mentlberg (127,2 ha, 1628 Einwohner, 297 Gebäude; Stand April 2014), die durch die Bahnlinie getrennt werden. Der Stadtteil hat damit 2731 Einwohner und eine Bevölkerungsdichte von 1747 Einwohnern/km². 13,2 % der Bevölkerung sind jünger als 15 Jahre, 14,7 % älter als 65. Der Ausländeranteil beträgt 21,6 % (Stand 2013).

## Geschichte
Um 1490 baute Heinrich Mentlberger den Meierhof auf der Gallwiese zu einem Adelssitz aus, dem mehrmals umgebauten heutigen Schloss Mentlberg. 1770 wurde die Wallfahrtskirche Mentlberg geweiht.
1874 wurde der Gasthof Peterbrünnl, 1875 die Ziegelei im Bereich der heutigen Justizanstalt („Ziegelstadl“) errichtet. 1880 folgte der Ansitz Felseck am Wiltenberg.
Das zu Wilten gehörende Gebiet kam 1904 mit der Eingemeindung zu Innsbruck.
1934 entstanden in der Sieglanger genannten Ebene am Inn zur gleichen Zeit zwei Siedlungen für Erwerbslose. Die Stadt baute 20 Siedlungshäuser, die nach dem damaligen Bürgermeister Franz Fischer Fischersiedlung genannt wurden. Westlich davon errichtete die Baugenossenschaft „Heim“ die Dollfußsiedlung (benannt nach dem 1934 ermordeten Bundeskanzler Engelbert Dollfuß) mit 33 Häusern. Die Häuser wurden unter starker Beteiligung der Bewohner erbaut und hatten jeweils einen 900 m² großen Garten für die Selbstversorgung.
In der Nachkriegszeit entstanden weitere Siedlungshäuser, später auch mehrgeschoßige Mietshäuser. Im Zentrum des Sieglanger wurde 1962 die Pfarrkirche Maria am Gestade geweiht.
Nach dem Zweiten Weltkrieg entstand am Abhang des Wiltenbergs  die Mentlbergsiedlung nach einem Bebauungsplan von 1929. Die Einfamilienhäuser wurden großteils in der Zeit zwischen 1945 und 1960 errichtet. Ebenfalls in der Nachkriegszeit entwickelte sich die Siedlung am Klosteranger zwischen Bahnlinie und Völser Straße.
Zwischen Sieglangersiedlung und Inn wurde 1964 die erste, 1975 die zweite Fahrbahn der Inntal Autobahn verlegt. Zum Schutz der Bevölkerung wurde hier 1978 die erste Lärmschutzwand Österreichs an einer Autobahn errichtet.

## Verkehr
Der Stadtteil liegt an der Anschlussstelle Innsbruck-West der Inntal Autobahn und an der Völser Straße (L11). Mentlberg, der Sieglanger und der Klosteranger sind jeweils über Stichstraßen von der Völser Straße aus erschlossen. Der Sieglangersteg überspannt als Schrägseilbrücke die Autobahn und den Inn und schafft eine Verbindung für Fußgänger und Radfahrer in die Höttinger Au. Der Sieglanger wird von der Buslinie C, Mentlberg von der Buslinie M der Innsbrucker Verkehrsbetriebe mit der Innenstadt verbunden. Die Arlbergbahn verläuft ohne Halt durch den Stadtteil, es gibt aber Überlegungen zur Errichtung einer Haltestelle für die S-Bahn Tirol.